# Calistrat Hogaș
Calistrat Hogaș (n. 19 aprilie 1847, Tecuci — d. 28 august 1917, Roman) a fost un prozator român.

## Biografie
Scriitorul Calistrat Hogaș s-a născut la Tecuci, cu numele de Dimitriu. A fost fiul protopopului Gheorghe Dimitriu și al Mioarei Dimitriu (născută Stanciu). A fost înscris la școala publică din Tecuci, sub patronimicul Hogáș, din inițiativa învățătorului, Hogáș fiind porecla bunicului dinspre tată.

### Studii
În perioada 1860-1869, urmează studiile liceale la Academia Mihăileană din Iași, în generația lui A.D. Xenopol, Alexandru Lambrior, Vasile Conta, Gheorghe Panu și alții de care l-au legat prietenii durabile. După absolvirea liceului s-a înscris la Facultatea de filosofie și litere din Iași, "branșa literară". În anul în care a terminat studiile, în urma unui concurs, a fost numit profesor de "partea literară" la gimnaziul comunal din Piatra Neamț și, la foarte scurt timp - director.
S-a căsătorit în 17 ianuarie 1871 cu fiica preotului Costache Gheorghiu din Piatra Neamț, foarte tânăra și sfioasa Elena, căreia scriitorul i se adresa cu apelativul "Elencu".

### Activitatea didactică
Un conflict de proporții cu autoritățile locale care patronau gimnaziul l-au determinat să se mute în 1878, pentru doi ani, la gimnaziul din Tecuci și un an la Școala Normală „Vasile Lupu” din Iași. A revenit în 1881 ca director și profesor la Piatra Neamț și a devenit un apropiat „amic” al lui I.L. Caragiale, aflat în perioada octombrie 1881 - martie 1882 în județul Neamț, ca revizor școlar. Un alt conflict cu autoritățile locale, în 1886, implicând și conotații de viață personală, l-au îndemnat să se transfere, ca profesor și director, la gimnaziul din Alexandria, refuzând oferta de a se stabili la București.
La 31 ianuarie 1882 i s-a născut cel de-al șaptelea copil, o fetiță botezată Sidonia.
Deși a mai existat și cel de-al optulea copil născut în familia scriitorului - Marioara, care a decedat timpuriu, Sidonia, rămasă mezină, și-a însoțit tatăl, alături de mama ei, în detașarea la Alexandria (Teleorman).

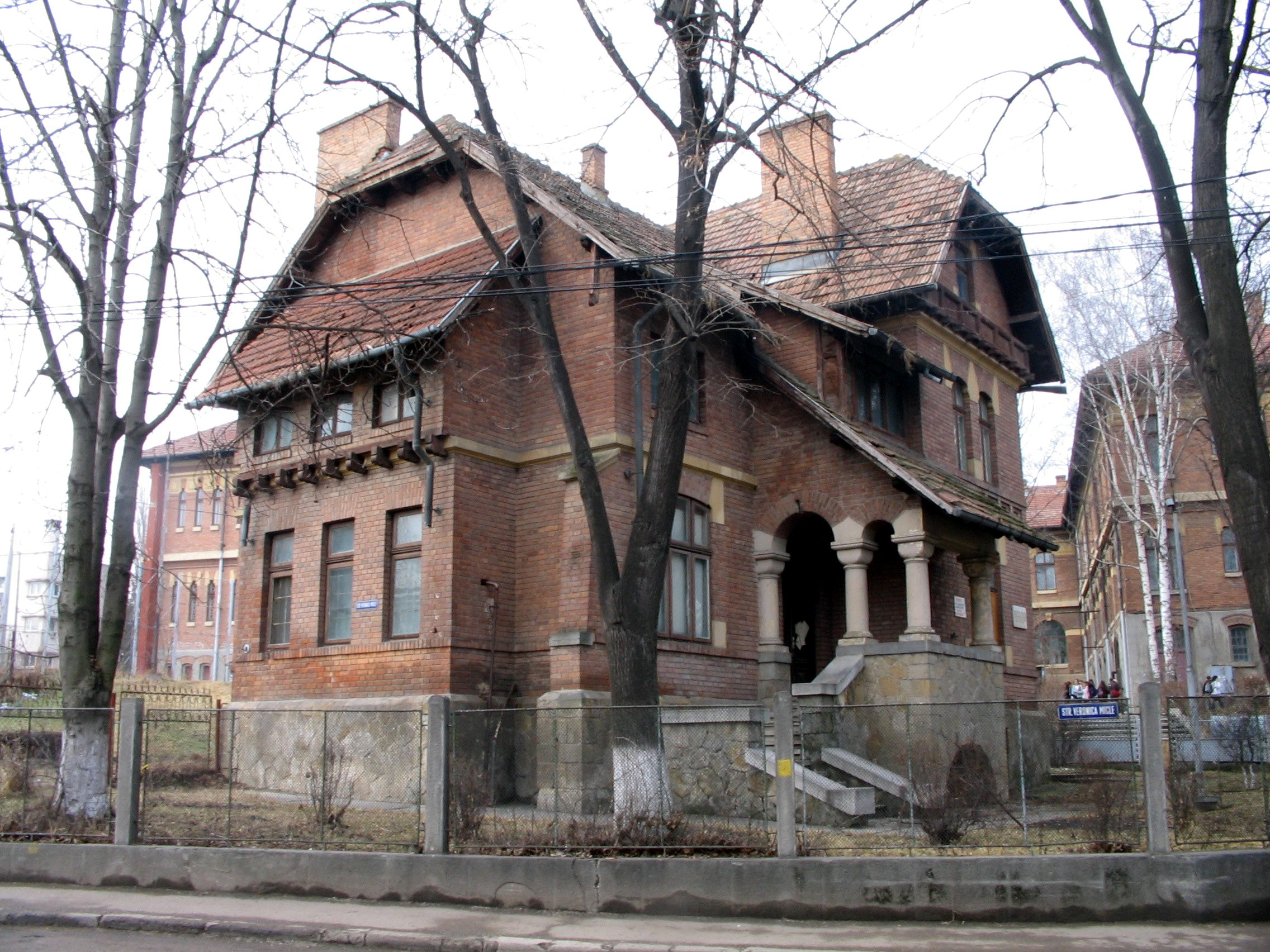
Vila din Roman în care a locuit Calistrat Hogaș între 1891-1899

Profesorul C. Hogaș s-a apropiat de casă, stabilindu-se la Roman în 1891, unde s-a mutat și Sidonia. În Roman, Calistrat Hogaș locuiește într-o vilă aflată în apropierea Liceului Roman-Vodă. În 1899, întreaga familie, cu excepția fiului Aetiu, care studia la București, s-a mutat la Iași.

### Perioada biografică  târzie
Profesorul C. Hogaș a ieșit la pensie, dar a continuat să predea până la 40 de ore pe săptămână.
În 1915 scriitorul se mută la Piatra Neamț unde locuiau deja soția și fiica Cecilia.

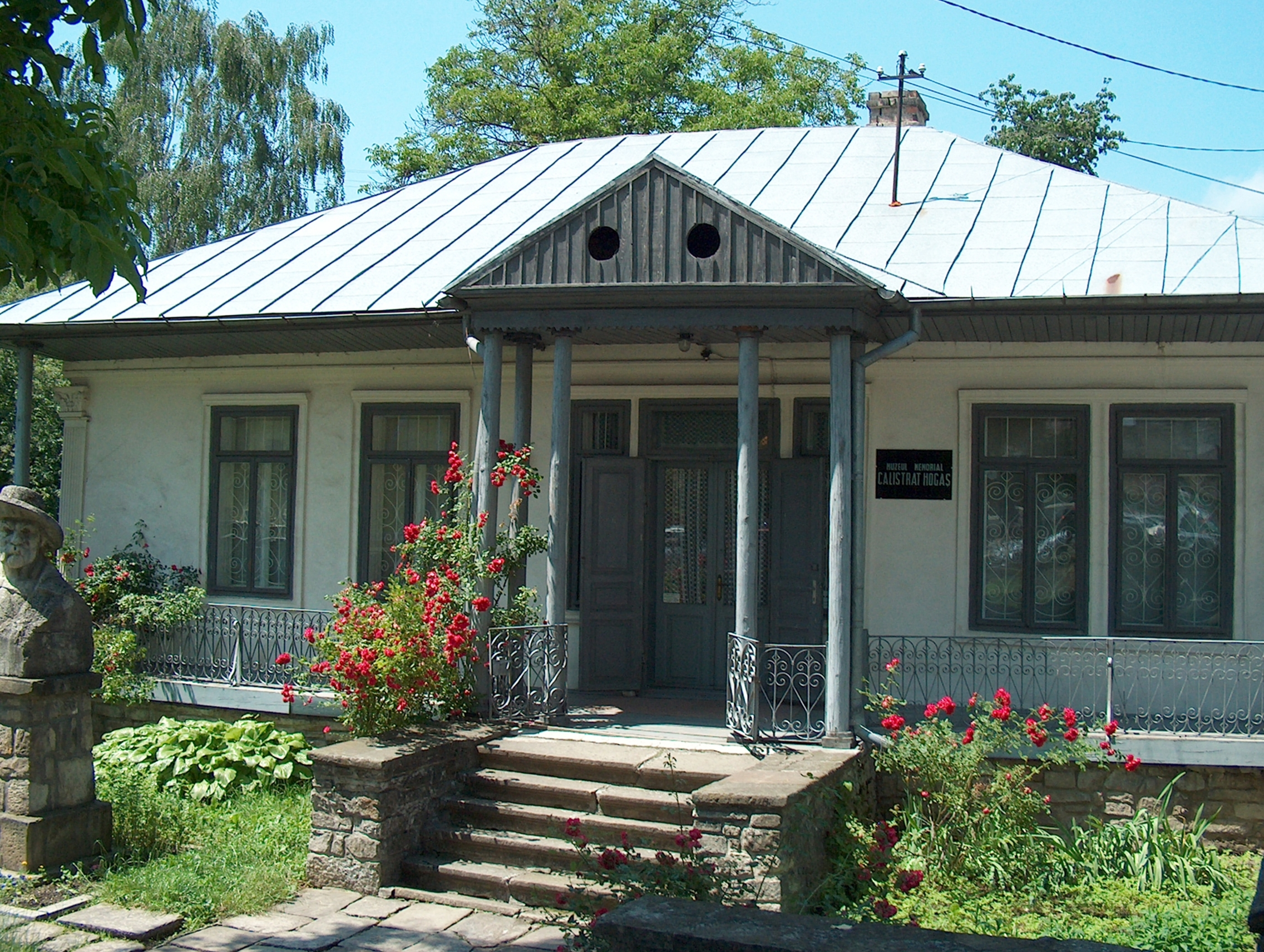
Casa memorială Calistrat Hogaș din Piatra Neamț

La 28 august 1917, Calistrat Hogaș se stinge din viață la Roman, în mijlocul nepoților pe care i-i dăruise fiica cea mare, Cleopatra Silberg. La împlinirea a 42 de zile, la 8 octombrie, este reînhumat la Piatra Neamț.

## Debut
A debutat în 1874 cu poezia "Legenda lăcrămioarei" în nr. 5 al ziarului local Corespondenția provincială. 
La 3 iulie 1882, Calistrat Hogaș a debutat și ca prozator în revista locală Asachi, cu fragmente din ciclul „Amintiri dintr-o călătorie”.

## Activitatea literară
În 1907, cunoscându-l pe Garabet Ibrăileanu, Calistrat Hogaș s-a lăsat convins și a început colaborarea la revista Viața Românească, din nr. 2 ("Floricica"). În 1912, la editura Viața Românească s-a început tipărirea primei ediții a volumului "Pe drumuri de munte" de Calistrat Hogaș. 
În 1914 s-a tipărit a doua ediție a cărții "Pe drumuri de munte", la aceeași editură. Stocul de carte, pregătit pentru expediție, se face scrum în timpul unui incendiu care mistuie tipografia. În 1921 a apărut prima ediție pentru public a cărții "Pe drumuri de munte" în două volume; cel de-al doilea, "În Munții Neamțului", a fost prefațat de Mihail Sadoveanu.
În 1922, lui Calistrat Hogaș, căruia în 1915 îi fusese refuzat premiul Academiei de 5000 lei, "Adamachi", i se conferă postum cel dintâi premiu inițiat de Societatea Scriitorilor Români, în baza raportului alcătuit de Liviu Rebreanu.

## Sidonia Hogaș
În 12 iunie 1939, rămasă singura locatară a fostei gospodării a familiei, Sidonia deschide spre vizitare o cameră amenajată muzeal și își oferă serviciile de ghid autorizat, tuturor celor care îi trec pragul. Moștenind dragostea tatălui pentru necuvântătoare, Sidonia trăiește înconjurată de zeci de pisici pentru a căror hrană își cheltuiește aproape toate veniturile, în ceea ce o privește fiind o vegetariană convinsă.
După ce funcționase ca muzeograf la Casa memorială "Calistrat Hogaș" din Piatra Neamț, Sidonia a donat în 1967 statului casa părintească pentru a fi restaurată și a se organiza aici un muzeu memorial. În două rânduri a oferit spre achiziție Muzeului Județean de Istorie obiectele și manuscrisele care alcătuiesc astăzi fondul muzeistic majoritar existent în expoziția memorială.
La 19 aprilie 1976, s-a stins din viață la Piatra Neamț, în vârstă de 94 de ani, Domnișoara Sidonia C. Hogaș, în chiar ziua de naștere a ilustrului ei tată. Prin grija nepoatei surorii sale, d-na Elena Zbanț, a fost înmormântată la cimitirul "Eternitatea", împreună cu urna fratelui ei incinerat, Aetiu Hogaș.